# Попов Леонід Іванович
Леонід Іванович Попо́в (31 серпня 1945, Олександрія) — український радянський льотчик-космонавт, двічі Герой Радянського Союзу. Депутат Верховної Ради СРСР XI скликання.

## Біографія

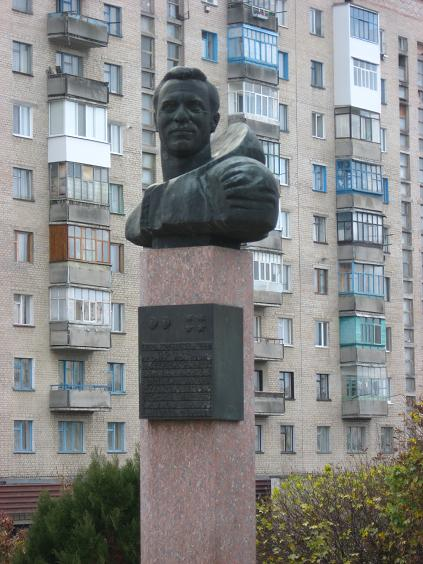
Пам'ятник космонавту в місті Олександрія, встановлений на площі Попова

Народився 31 серпня 1945 року у місті Олександрія Кіровоградської області. Українець. З 1952 до 1959 року навчався в Олександрійській школі № 17. Середню освіту здобув в середній школі № 6. З 1962 по 1964 рік працював слюсарем-електромонтажником електромеханічного заводу.
У 1968 році закінчив Чернігівське вище військове авіаційне училище льотчиків (ВВАУЛ) з дипломом «льотчик-інженер».
З 1968 року служив у Військово-повітряних силах СРСР, з 1970 року — в загоні космонавтів.
Член КПРС з 1971 року.
У 1976 році закінчив факультет заочного навчання у Військово-повітряній академії імені Ю. О. Гагаріна. Блискуче оволодів мистецтвом польоту на швидкісних реактивних винищувачах.
Здійснив 3 космічних польоти. Перший політ (1980) тривав 185 діб, проходив на космічному кораблі «Союз-35» з посадкою на «Союз-37». За успішне виконання завдань польоту Леоніду Попову було присвоєно звання «льотчик-космонавт СРСР» та звання Героя Радянського Союзу.
Другий політ відбувся у 1981 році на космічному кораблі «Союз-40» в складі міжнародного космічного екіпажу. Політ тривав 9 діб, польотне завдання було успішно виконано. За цей політ Леоніду Попову вдруге присвоєно звання Героя Радянського Союзу.
Третій політ було здійснено у 1982 році на космічному кораблі «Союз Т-7» та орбітальній станції «Салют-7».
З 1982 року — інструктор-космонавт Центру підготовки космонавтів імені Юрія Гагаріна.
У 1989 році закінчив Військову академію Генерального штабу ПС СРСР імені К. Є. Ворошилова. Генерал-майор авіації (1990).
Леонід Попов одружений, має сина та доньку. Живе в Москві.

## Вшанування
Леоніду Івановичу Попову в його рідному місті Олександрія було встановлено пам'ятник.
Площа Леоніда Попова у місті Олександрія.
У місті Кропивницький вулицю Космонавта Попова перейменували на вулицю Незалежності.

## Нагороди та звання
- Двічі Герой Радянського Союзу (1980, 1981).
- Три ордени Леніна (1980, 1981, 1982)
- Герой Угорської Народної Республіки (1980).
- Герой Праці Соціалістичної Республіки В'єтнам (1980).
- Герой Республіки Куба (1980).
- Герой Соціалістичної Республіки Румунія (1981).
- Заслужений майстер спорту СРСР.
- Льотчик-космонавт СРСР.
- Державна премія України (1982).
- Почесний громадянин Олександрії[2].

Також нагороджений десятьма ювілейними медалями.